# Antonius von Thoma

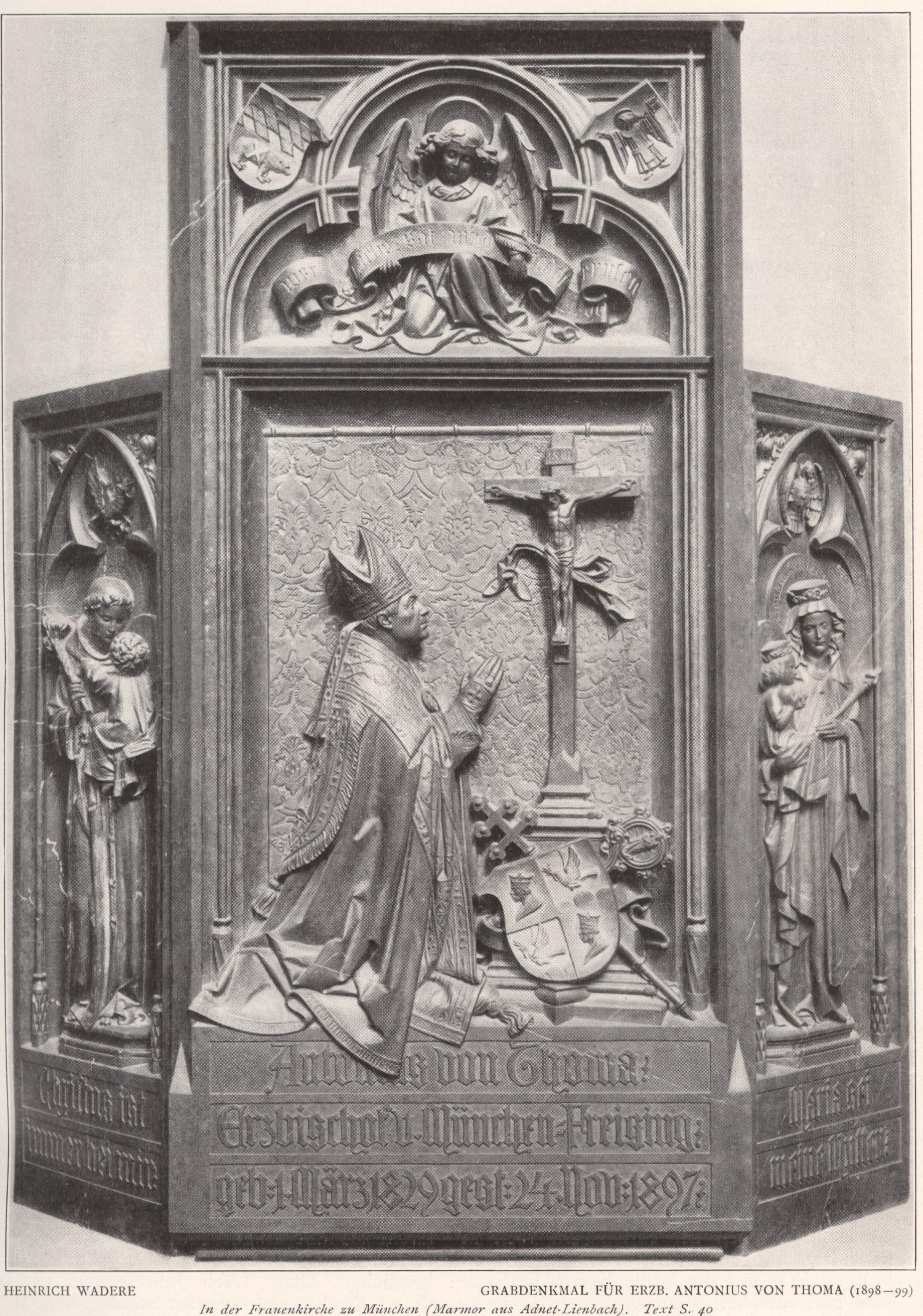
Monumento funebre dell'arcivescovo von Thoma.

Antonius von Thoma (Nymphenburg, 1º marzo 1829 – Monaco di Baviera, 24 novembre 1897) è stato un arcivescovo cattolico tedesco.

## Biografia
Nato il 1º marzo 1829 a Nymphenburg, fu ordinato sacerdote dall'arcivescovo Antonius von Steichele il 29 giugno 1853, all'età di 24 anni, nella cattedrale di Monaco di Baviera.
Il 24 marzo 1889, all'età di 60 anni, fu eletto vescovo di Passavia, confermato due mesi dopo e infine ordinato il 28 luglio 1889.
Il 23 ottobre 1889, dopo pochi mesi dalla sua nomina a Passavia, fu eletto arcivescovo metropolita di Monaco e Frisinga, confermato due mesi dopo e insediatosi solennemente il 21 aprile 1890.
Il 24 novembre 1897, all'età di 68 anni, morì a Monaco di Baviera.

## Genealogia episcopale e successione apostolica
La genealogia episcopale è:
- Cardinale Scipione Rebiba
- Cardinale Giulio Antonio Santori
- Cardinale Girolamo Bernerio, O.P.
- Arcivescovo Galeazzo Sanvitale
- Cardinale Ludovico Ludovisi
- Cardinale Luigi Caetani
- Cardinale Ulderico Carpegna
- Cardinale Paluzzo Paluzzi Altieri degli Albertoni
- Papa Benedetto XIII
- Papa Benedetto XIV
- Papa Clemente XIII
- Cardinale Bernardino Giraud
- Cardinale Alessandro Mattei
- Cardinale Pietro Francesco Galleffi
- Cardinale Giacomo Filippo Fransoni
- Cardinale Antonio Saverio De Luca
- Arcivescovo Gregor Leonhard Andreas von Scherr, O.S.B.
- Vescovo Pankratius von Dinkel
- Arcivescovo Anton von Steichele
- Arcivescovo Antonius von Thoma

La successione apostolica è:
- Vescovo Michael von Rampf (1890)
- Vescovo Petrus von Hötzl, O.F.M. Ref. (1895)